# Ayancık (district)
Ayancık is een Turks district in de provincie Sinop en telt 22.748 inwoners (2007). Het district heeft een oppervlakte van 903,0 km². Hoofdplaats is Ayancık.
De bevolkingsontwikkeling van het district is weergegeven in onderstaande tabel.
| 1997   | 2000   | 2007   |
| ------ | ------ | ------ |
| 27.761 | 26.047 | 22.748 |